# Зняття з хреста (Рембрандт, 1633)
«Зняття з хреста» — картина 1633 року нідерландського художника Рембрандта. Зберігається у Старій пінакотеці у Мюнхені.

## Опис
Тема картини — зняття Ісуса з хреста, тема, яка буде кілька разів розглянута Рембрандтом. Ця картина безпосередньо пов'язана з Євангелієм від Івана.
Композиція Рембрандта трикутна, дозволяючи центральним персонажам з'являтися на темному тлі. Поперечна гілка хреста, яку перспектива розміщує у похилому положенні, протистоїть і підкреслює контрастні рухи головної осі.
Праворуч стоїть багато одягнений Йосип Аримафейський. Він спостерігає за тим, що відбувається. Тіло Христа складене та обмите.
П'ятеро чоловіків намагаються зняти його із закривавленого хреста. Іван Богослов бере тіло з болючим поглядом. Пресвяту Діву Марію майже не видно у пітьмі.
Сам Рембрандт зображував себе на одній з терезів з болючим виразом обличчя, намагаючись утримати праву руку Ісуса. Обличчя в тіні — це автопортрет у молодості, який також зберігається в Пінакотеці.

## Значимість
Рембрандт повинен був знати картину, написану Рубенсом на ту саму тему для собору Антверпена за двадцять років до того. Порівняння цих двох робіт показує, як воно відходить від уявлення божественного та надприродного для більш реалістичної форми живопису.

Таким чином, тіло Ісуса позбавлене будь-якої формальної краси. Художник показує рухи, перенесення ваги, падіння тіла в саван так, як вони могли статися.

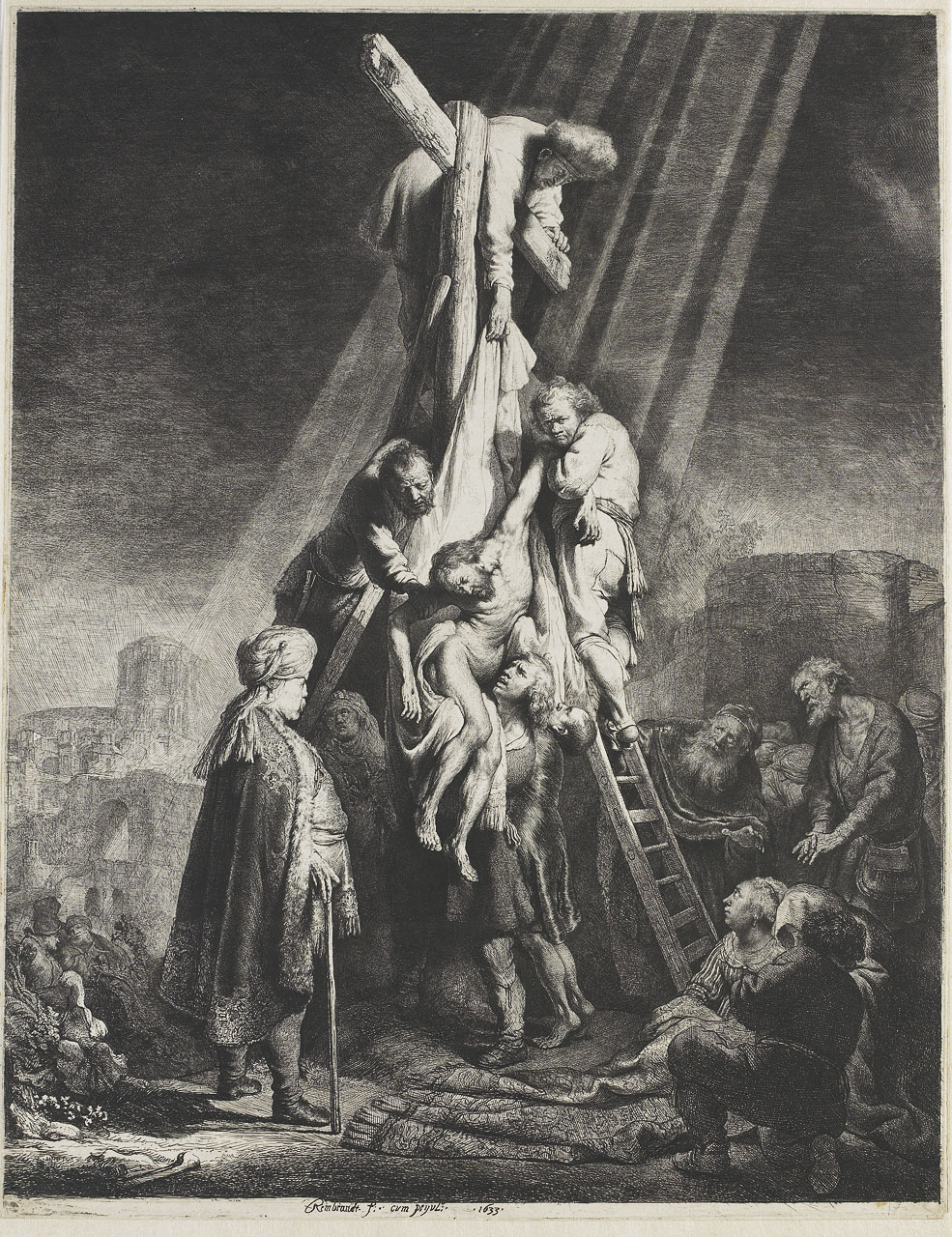
Зняття з хреста, Рембрандт (1633).
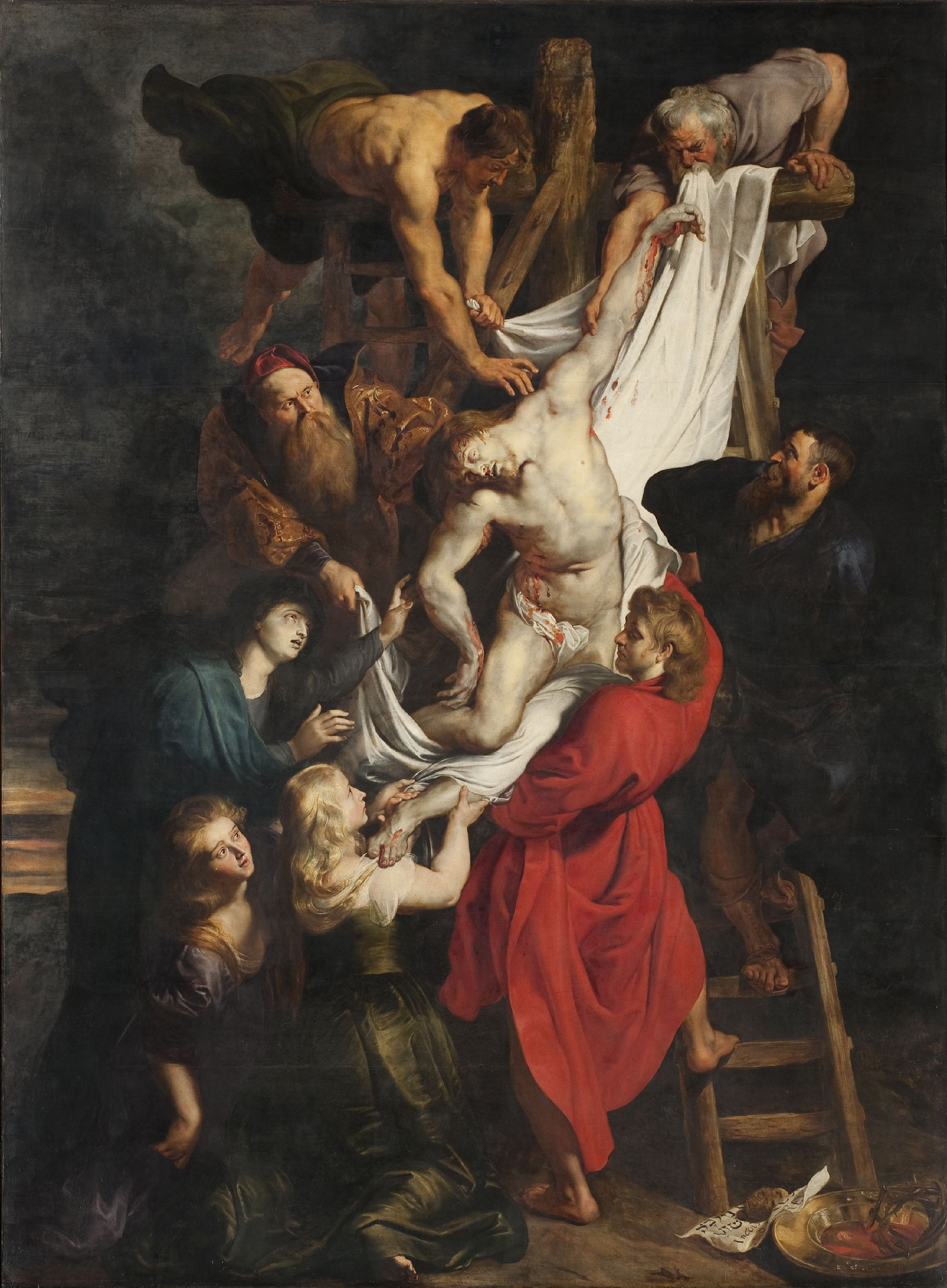
Зняття з хреста Рубенса (1612 – 1614).